# TT31
La tombe thébaine TT 31 est située à Cheikh Abd el-Gournah (vallée des Nobles) , dans la nécropole thébaine, sur la rive ouest du Nil, face à Louxor en Égypte.
C'est la sépulture de Khonsou, un noble égyptien, premier prophète de Thoutmôsis III durant la XVIIIe dynastie.